# 6e étape du Tour de France 1903
Pour un article plus général, voir Tour de France 1903.
La 6e étape du Tour de France 1903 s'est déroulée le samedi 18 juillet.
Elle part de Nantes (Loire-Atlantique) et arrive à Ville-d'Avray (Seine), pour une distance de 471 kilomètres.
L'étape est remportée par le Français Maurice Garin, également vainqueur du classement général.
L'arrivée de l'étape est jugée à Ville-d'Avray dans le département de la Seine, après l'interdiction donnée par le préfet de police de Paris, Louis Lépine, d'organiser des courses cyclistes dans la capitale.

## Parcours et déroulement de la course
Le départ est donné à Nantes, devant le café « le Continental » sur la place Royale, après trois jours de repos dans la ville.

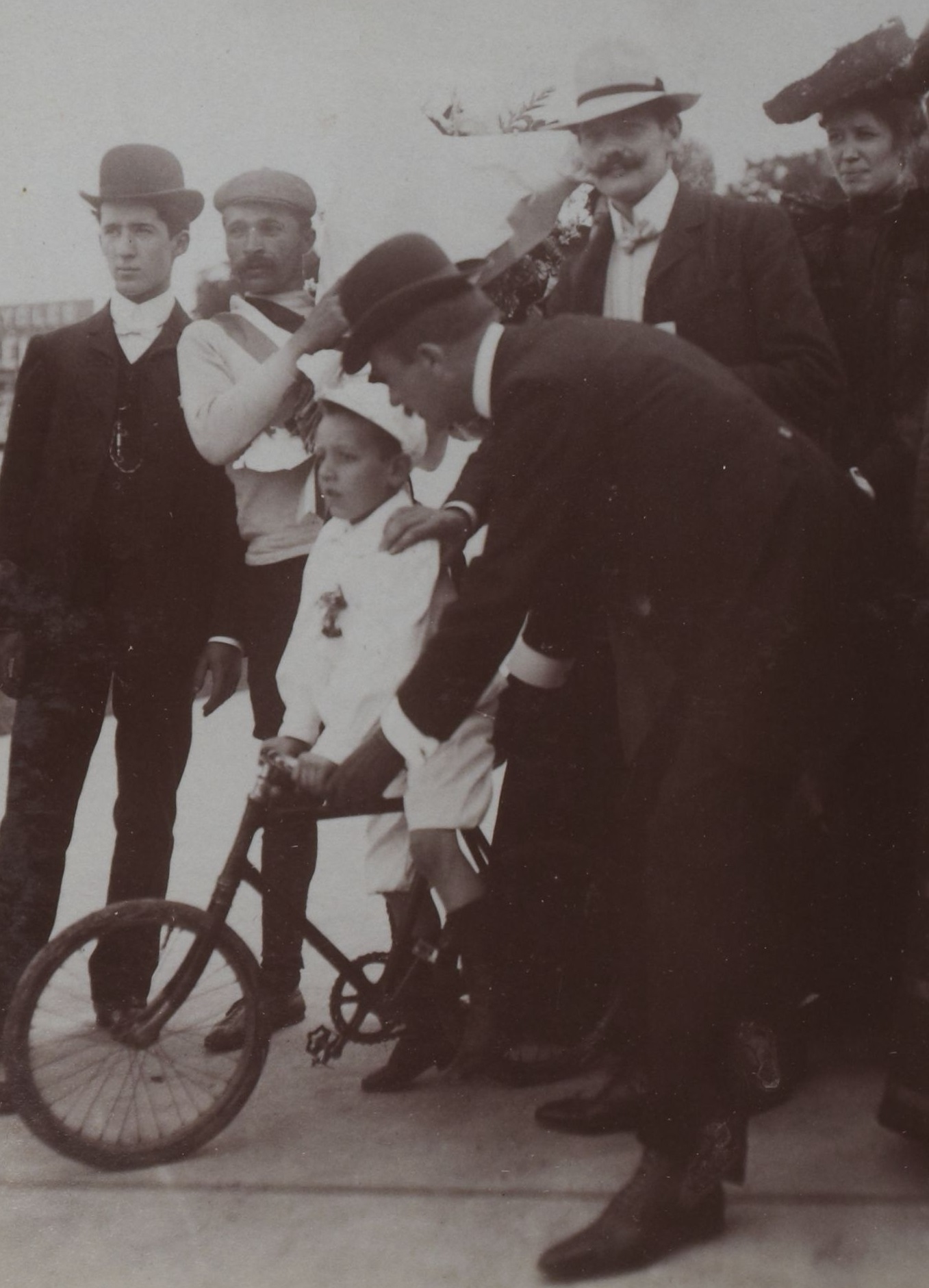
Victoire finale de Garin dans le Tour de France 1903 (au Vélodrome, ici avec son fils).
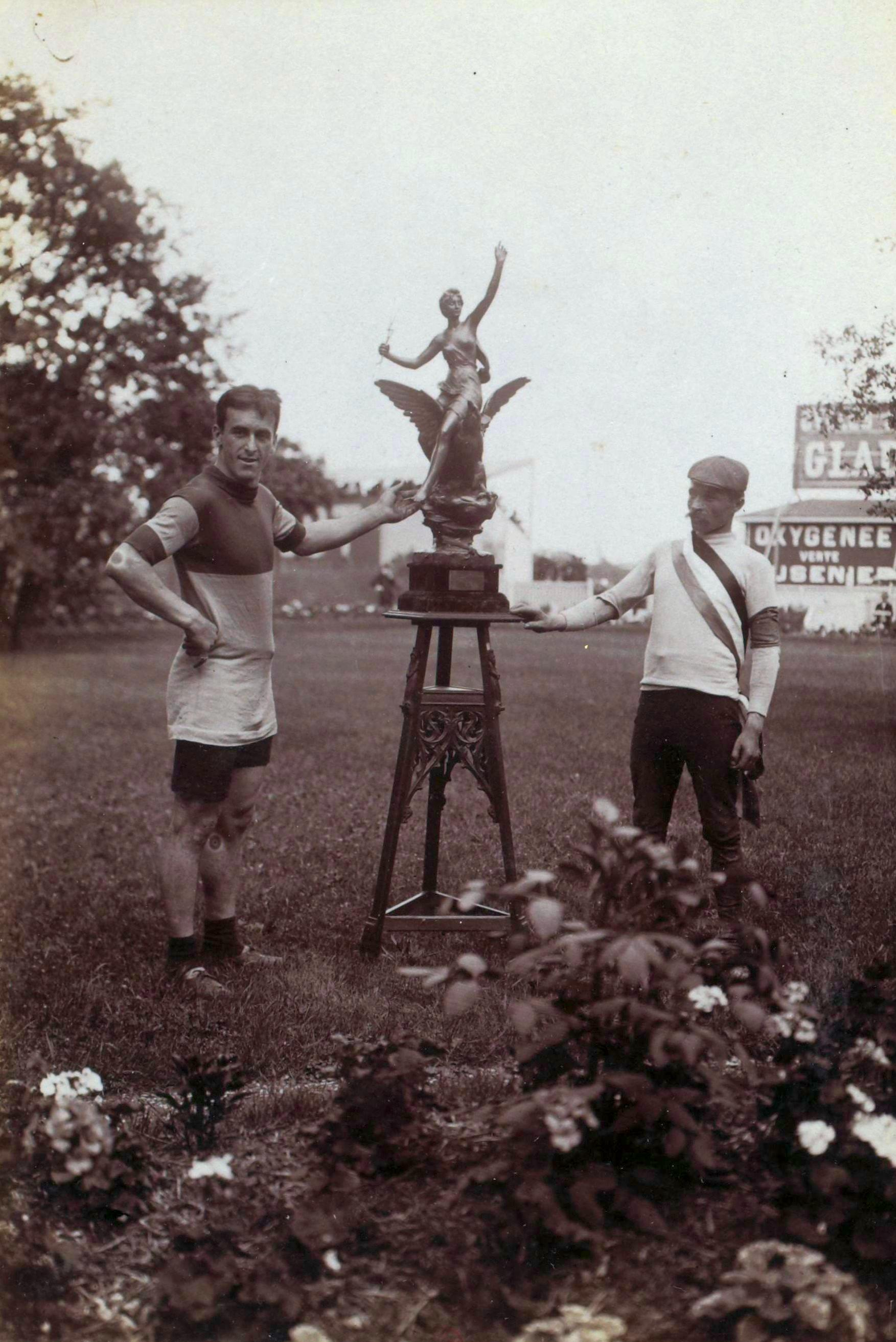
Le trophée remis au vainqueur.

### Parcours de la6eétape: Nantes-Paris

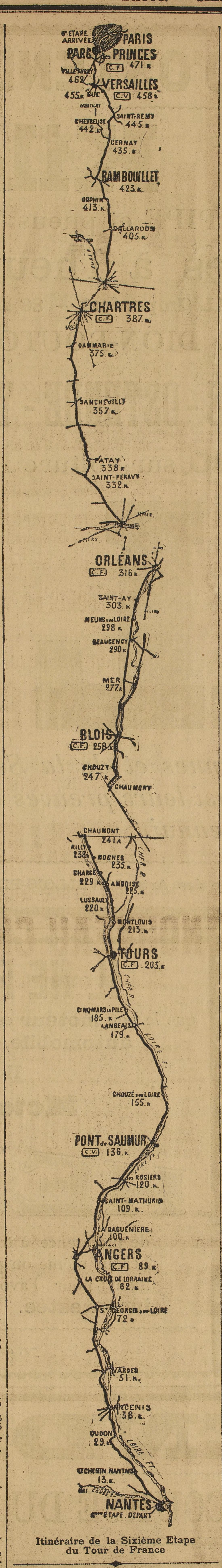
Carte du parcours.

- Aux contrôles volants, les concurrents crièrent leurs noms et leurs numéros à haute voix.
- Aux contrôles fixes, les concurrents descendirent de machine et donnèrent une signature sur le registre du contrôle.

| Commune                  | Lieu                                    | Contrôles             | Kilométrage |
| ------------------------ | --------------------------------------- | --------------------- | ----------- |
| Nantes                   | Café Continental                        | départ fictif         | 0           |
| Nantes                   | Restaurant Babonneau, route d'Angers    | départ réel           |             |
| Chemin Nantais           |                                         |                       | 13          |
| Oudon                    |                                         |                       | 29          |
| Ancenis                  |                                         |                       | 38          |
| Varades                  |                                         |                       | 51          |
| Saint-Georges-sur-Loire  |                                         |                       | 72          |
| Saint-Jean-de-Linières   | La Croix-de-Lorraine                    |                       | 82          |
| Angers                   | Café du Sport, place Lorraine           | contrôle fixe         | 89          |
| La Daguenière            |                                         |                       | 100         |
| Saint-Mathurin-sur-Loire |                                         |                       | 109         |
| Les Rosiers-sur-Loire    |                                         |                       | 120         |
| Saint-Lambert-des-Levées |                                         |                       | 133         |
| Saumur                   | Café de la Gare, 2, rue de Rouen        | contrôle volant       | 136         |
| Vivy                     | La Ronde                                |                       |             |
| Allonnes                 |                                         |                       | 146         |
| Chouzé-sur-Loire         |                                         |                       | 155         |
| Bourgueil                |                                         |                       | 157         |
| Restigné                 |                                         |                       | 161         |
| Saint-Patrice            |                                         |                       | 169         |
| Langeais                 |                                         |                       | 179         |
| Cinq-Mars-la-Pile        |                                         |                       | 185         |
| Tours                    | Café du Helder, terrasse des Carmélites | contrôle fixe         | 203         |
| Montlouis-sur-Loire      | rive gauche de la Loire                 |                       | 213         |
| Lussault-sur-Loire       |                                         |                       | 220         |
| Amboise                  | Café Bellevue                           | contrôle volant       | 225         |
| Chargé                   |                                         |                       | 229         |
| Mosnes                   |                                         |                       | 235         |
| Rilly-sur-Loire          |                                         |                       | 238         |
| Chaumont-sur-Loire       |                                         |                       | 241         |
| Chouzy-sur-Cisse         | rive droite de la Loire                 |                       | 247         |
| Blois                    | Café de la Poste, quai de la Saussaye   | contrôle fixe         | 258         |
| Mer                      |                                         |                       | 277         |
| Beaugency                |                                         | contrôle volant       | 290         |
| Meung-sur-Loire          |                                         |                       | 298         |
| Saint-Ay                 |                                         |                       | 303         |
| Orléans                  | Hôtel du Berry                          | contrôle fixe         | 316         |
| Saint-Péravy-la-Colombe  |                                         |                       | 332         |
| Patay                    |                                         | contrôle volant       | 338         |
| Sancheville              |                                         |                       | 357         |
| Dammarie                 |                                         |                       | 375         |
| Chartres                 | Grand Café de France                    | contrôle fixe         | 387         |
| Gallardon                |                                         |                       | 405         |
| Orphin                   |                                         |                       | 413         |
| Rambouillet              | Hôtel des Courses                       | contrôle volant       | 423         |
| Cernay-la-Ville          |                                         |                       | 435         |
| Chevreuse                |                                         |                       | 442         |
| Saint-Rémy-lès-Chevreuse |                                         |                       | 445         |
| Buc                      |                                         |                       | 455         |
| Versailles               | Café de la Place-d'Armes                | contrôle volant       | 458         |
| Ville-d'Avray            | Restaurant du Père Auto                 | contrôle fixe         | 462         |
|                          |                                         | itinéraire neutralisé |             |
| Paris                    | Parc des Princes                        | contrôle d'arrivée    | 471         |

Entre le contrôle fixe du « Père Auto » et le vélodrome du Parc des Princes il y eut une neutralisation d'une demi-heure.
À Saumur la levée de la Loire est fermée, donc l'itinéraire ne passe pas par Chouzé-sur-Loire comme prévu sur la carte de l'itinéraire (§ « À la sortie de Saumur » de L'Auto du 18 juillet).

## Classement de l'étape
| Classement de l'étape | Classement de l'étape | Classement de l'étape | Classement de l'étape | Classement de l'étape |
|                       | Coureur               | Pays                  | Équipe                | Temps                 |
| --------------------- | --------------------- | --------------------- | --------------------- | --------------------- |
| 1er                   | Maurice Garin         | France                | La Française          | en 18 h 9             |
| 2e                    | Fernand Augereau      | France                | La Française          | + 10 s                |
| 3e                    | Julien Lootens        | Belgique              | Bicyclette Brennabor  | + 10 s                |
| 4e                    | Jean Fischer          | France                | La Française          | + 1 min 20 s          |
| 5e                    | Lucien Pothier        | France                | La Française          | + 1 min 30 s          |
| 6e                    | Rodolfo Muller        | Italie                | La Française          | + 2 min               |
| 7e                    | Alexandre Foureaux    | France                |                       | + 2 min 30 s          |
| 8e                    | Julien Girbe          | France                |                       | + 2 min 35 s          |
| 9e                    | François Beaugendre   | France                |                       | + 21 min              |
| 10e                   | Marcel Kerff          | Belgique              |                       | + 53 min              |
| modifier              |                       |                       |                       |                       |

## Classement général
| Classement final | Classement final    | Classement final | Classement final     | Classement final    |
|                  | Coureur             | Pays             | Équipe               | Temps               |
| ---------------- | ------------------- | ---------------- | -------------------- | ------------------- |
| 1er              | Maurice Garin       | France           | La Française         | en 94 h 33 min 14 s |
| 2e               | Lucien Pothier      | France           | La Française         | + 2 h 59 min 21 s   |
| 3e               | Fernand Augereau    | France           | La Française         | + 4 h 29 min 24 s   |
| 4e               | Rodolfo Muller      | Italie           | La Française         | + 4 h 39 min 30 s   |
| 5e               | Jean Fischer        | France           | La Française         | + 5 h 8 min 44 s    |
| 6e               | Marcel Kerff        | Belgique         |                      | + 7 h 4 min 24 s    |
| 7e               | Julien Lootens      | Belgique         | Bicyclette Brennabor | + 9 h 33 min 8 s    |
| 8e               | Gustave Pasquier    | France           | La Française         | + 11 h 26 min 4 s   |
| 9e               | François Beaugendre | France           |                      | + 11 h 54 min 14 s  |
| 10e              | Aloïs Catteau       | Belgique         | La Française         | + 13 h 46 min 57 s  |
| 11e              | Jean Dargassies     | France           | Bicyclette Gladiator | + 14 h 51 min 51 s  |
| 12e              | Ferdinand Payan     | France           |                      | + 15 h 11 min 13 s  |
| 13e              | Julien Girbe        | France           |                      | + 19 h 19 min 3 s   |
| 14e              | Isidore Lechartier  | France           | Bicyclette Gladiator | + 20 h 7 min 24 s   |
| 15e              | Josef Fischer       | Allemagne        | Bicyclette Brennabor | + 21 h 16 min 37 s  |
| 16e              | Alexandre Foureaux  | France           |                      | + 27 h 53 min 3 s   |
| 17e              | René Salais         | France           |                      | + 28 h 36 min 54 s  |
| 18e              | Émile Moulin        | France           | Bicyclette Primo     | + 45 h 43 min 26 s  |
| 19e              | Georges Borot       | France           |                      | + 47 h 38           |
| 20e              | Pierre Desvages     | France           | Bicyclette Champion  | + 58 h 54 min 16 s  |
| 21e              | Arsène Millocheau   | France           |                      | + 60 h 57 min 30 s  |
| modifier         |                     |                  |                      |                     |